# 宋玫
宋玫（16世紀—1643年），字文玉，號九青，山東登州府萊陽縣人，明朝政治人物。

## 生平
宋玫才學出眾，全國知名，是萬曆三十二年進士宋繼登的幼子、崇禎元年進士宋琮之弟，在天啟四年（1624年）中舉人，次年（1625年）聯捷進士，獲授永城知縣，調任杞縣，治理地方精明，修城浚池以備不時之需。歷任吏科給事中、工部右侍郎，崇禎十五年（1642年）遭削藉，因父親逝世歸里。崇祯十六年癸未，死于城守，年未四十，朝野都哀悼他。

## 家族
高祖宋时儒，易城教谕。曾祖宋肖，临洮府通判。祖父宋兆祥，號翀寰，万历十三年乙酉举人，历官陕西宁州知州、开封府通判、汝宁府同知，卒年七十八。父宋继登、叔宋继发皆为进士，次叔宋继澄，天啓七年丁卯举人。长兄宋琮，號五河，辛酉科舉人，历官祥符知县、金坛知县。次兄宋珵，以恩贡未仕卒。從弟宋瑚（號柳村）、宋璉，继澄子，俱为崇祯己卯科舉人。侄宋俶、宋仲、宋侅（宋琮子），俱有文名；仲早卒，俶、侅俱明經，未仕。

## 引用
1. 1 2  康熙《萊陽縣志·卷八·人物志》：（宋）繼登 字先之，號淥溪，進士……公三子，琮、珵、玟【玫】…………玫 號九青，第天啟乙丑，初令永城，調杞縣，才學奧博，文名甲海內。為治精明嚴毅，修城浚池以備不虞，而持己謙沖與人豈弟，望而知為大臣之度。歷官工部右侍郎，丁外艱歸里，旋值癸未之會，年未四十卒外城守，朝野哀之。
2. ↑  康熙《萊陽縣志·卷六·貢舉志》：天啟……宋玟【玫】 繼登子，甲子科（舉人），詳進士
3. ↑  史語所藏鈔本《崇禎長編·卷五十》：（崇禎四年九月）壬午吏科給事中宋玫……
4. ↑  《崇禎實錄·卷十五》：（崇禎十五年七月）乙亥，謫李日宣、章正宸、張煊戍邊；房可壯、宋玫、張三謨削藉。

## 延伸阅读
[在维基数据编辑]
 《明史卷二百六十七》，出自《明史》